# Wei Chun-heng
Wei Chun-heng, född 6 juni 1994, är en taiwanesisk bågskytt. Han deltog vid olympiska sommarspelen 2016 och olympiska sommarspelen 2020.